# Ревизская душа
Ревизская душа (душа мужского пола) — единица ревизского учёта лиц мужского пола (без различения возраста), входивших в податные сословия, для уплаты подушной подати в Российской империи.
Использовалась с 1718 по 1887 год, а в Сибири — до 1899 года. Термин «ревизская душа» появился в указе Петра I от 26 ноября 1718 года при замене подворного обложения подушной податью. Каждая ревизская душа считалась в наличии даже после смерти вплоть до следующей переписи (отсюда — «Мёртвые души»).
В целях увеличения налоговой базы Пётр I издал в 1722 году указ, согласно которому к ревизским душам следовало относить «слепых, увечных и дураков», а в отношении их имущества установить, «что по описи таковых явится». Количество изданных в дальнейшем высочайших нормативно-правовых актов, регламентирующих порядок учёта ревизских душ, исчислялось многими сотнями.

## Податные
Категории населения, подлежащие учёту в ревизских сказках, плательщики подушного оклада или гильдейского взноса:
- купцы;
- мещане;
- крестьяне.

Мусульманское духовенство, в зависимости от своей сословной принадлежности, учитывалось среди крестьян, купцов, мещан и пр., и платило подати на общих основаниях.

## Переписываемые, но не податные
Категории населения, подлежащие учёту в ревизских сказках, но не являвшиеся плательщиками подушного оклада:
- православные священно- и церковнослужители;
- приказные служители (внетабельные канцеляристы);
- отставные солдаты.

Солдат и солдатских детей (кантонистов), крестьян, содержащих ландмилицию, священнослужителей и их семьи писали отдельными ревизскими сказками.

## Не входили в ревизские сказки
Не подлежали ревизиям:
- дворяне (потомственные и личные)
- военнослужащие[4],
- купцы первой гильдии
- именитые люди
- почетные граждане
- государственные служащие
- домашние учителя
- нижние воинские чины (донские, черноморские и иные казаки)
- лица, принадлежащие к почтовому и театральному ведомствам
- все лица, получившие ученые, медицинские, академические степени
- мастера казённых заводов
- и некоторые другие категории граждан.